# Graham County (North Carolina)
 For alternative betydninger, se Graham County. (Se også artikler, som begynder med Graham County)
Graham County et county ("amt") i delstaten North Carolina i USA. Ved folketællingen i 2010 var befolkningstallet 8.861.. Befolkningstallet betyder at Graham County er det tredjemindst befolkede county i delstaten. Det administrative centrum (county seat) er Robbinsville.

## Historie
Området, hvor Graham County ligger, var før europæernes ankomst, kontrolleret af oprindelige amerikanere fra Cherokee-stammen. Indianerne kaldte området Nantahala, eller "middagssolens land" et navn, der i dag genfindes i det beskyttede område, Nantahala National Forest. Navnet skyldes, at området er præget af bjerge med dybe kløfter, hvor solen kun når ned ved middagstid.
De første europæere begyndte at slå sig ned i området, men aldrig i stort tal, da cherokeserne var blevet fjernet med magt på det såkaldte Trail of Tears i 1838. Graham County blev oprettet i 1872, da den nordøstlige del af Cherokee County blev udskilt. Amtet blev opkaldt efter William A. Graham, medlem af USA's senat for North Carolina fra 1845 til 1849.

## Geografi
Graham County ligger i den del af delstaten, der kaldes Western North Carolina ved grænsen til Tennessee. Amtet omfatter et område på 782 km2, hvoraf knap 10 km2 er vand. Området er meget bjergrigt, og Graham County ligger i højder over havet fra 359 m til 1.690 m.
Little Tennessee River løber gennem amtet og to steder, nord for amtssædet Robbinsville, er floden opdæmmet. Den ældste dæmning er Cheoah Dam fra 1919. Dæmningen er 69 m høj, og var den højeste dæmning af "overflow-typen", da den blev færdig. Bag dæmningen danner floden Cheoah Reservoir. Den anden dæmning er Fontana Dam, som blev bygget mellem 1942 og 1944. Denne dæmning er i dag den højeste dæmning i det østlige USA, og bag dæmningen ligger Fontana Lake.

### Tilgrænsende counties
Graham County grænser op til:
- Swain County mod nordøst
- Macon County mod sydøst
- Cherokee County mod syd
- Monroe County, Tennessee mod vest
- Blount County, Tennessee mod nordvest

### Byer
Der er kun tre bymæssige områder i Graham County
- Robbinsville, 620 indbyggere (administrativ centrum)
- Lake Santeetlah, 45 indbyggere
- Fontana Dam, 7 faste indbyggere 2016, men mere end 7.000 i turistsæsonen.

Hertil en række mindre lokalsamfund, alle med ganske få indbyggere.

### Indianerreservat
En isoleret del af det såkaldte Qualla Forvaltningsområde, hjemsted for Eastern Band of Cherokee Indians ligger i Graham County. Den del af stammen, der bor i Graham County, er kendt som "Snowbird-samfundet" efter den bjergkæde, hvor Robbinsville ligger. Den kendte cherokserleder, Junaluska, kom fra dette område, og der er et museum for ham i Robbinsville.

## Turisme
Vandrestien Appalachian Trail går gennem Graham County og passerer blandt andet hen over Fontana Dam.
Cheoah River, en biflod til Little Tennessee River, benyttes til wildwater rafting, da den rummer en del klasse 4 og klasse 5 strømfald. Da mulighederne for rafting afhænger af udledningen af vand fra Santeetlah Dæmningen kan floden kun benyttes til rafting mellem 15 og 20 dage om året.
To tredjedele af Graham County ligger inden for grænserne af Nantahala National Forest, og også dette område er populært blandt turister. Det samme gælder områderne omkring Fontana Lake og Lake Santeetlah.

### Større veje af interesse for turister
Cheoah Dam kan nås ad US Highway 129 fra Robbinsville og herfra kan man følge North Carolina Route 28 til Fontana Dam. US 129 er bedst kendt for en strækning lige efter grænsen til Tennessee. Over en strækning på 11 miles (18 km) har vejen 318 sving, og strækningen er kendt som "Tail of the Dragon" (Dragens Hale). Denne strækning er meget populær blandt motorcykel- og sportsvognsentusiater, og en del af disse besøger eller overnatter i Robbinsville.
Også North Carolina Route 143 er en turistattraktion. Denne fører fra NC 28 til delstatsgrænsen til Tennessee, hvor den skifter nummer til Tennessee Route 165. En strækning på 18 miles (29 km) i Graham County og 25 miles (40 km) i Tennessee kaldes samlet for Cherohala Skyway. Vejen der er anlagt som en såkaldt National Scenic Byway, havde kostet $ 100 millioner, da den var færdig i 1996. Det gør den til den dyreste scenic byway i North Carolinas historie. Vejen, der er anlagt på toppen er en bjergkæde, er berømt for sine udsigter.

## Demografi
Ved folketællingen i 2000 boede der 7.993 mennesker i amtet. Dette tal var i 2010 steget til 8.558.. 92 % af befolkningen var hvide, knap 7 % var oprindelige amrikanere, primært medlemmer af Eastern Band of Cherokee Indians, mens ingen andre racer var repræsenteret med mere end promiller.
22 % af befolkningen var under 18 og 18 % var 65 eller ældre.
Medianindkomsten for en husholdning var $ 26.645 og for en familie $ 32.750. Næsten 20 % af befolkningen levede under den officielle fattigdomsgrænse. I henhold til Appalachian Regional Commission er Graham County (sammen med Swain County) et af de to counties i Western North Carolina, der er kategoriseret i den dårligste kategori, når det kommer til økonomi.

### Alkoholforbud
Ifølge nogle økonomer skyldes områdets dårlige økonomi, at salg af alkohol er forbudt i amtet, som det eneste i North Carolina. Det betyder ifølge disse økonomer, at såvel lokale som turister køber alkohol i de tilstødende counties, og at de så samtidigt lægger andre indkøb såvel som restaurationsbesøg og indkvartering her. Henset til de mange turister, er det for nylig blevet tilladt at sælge øl og vin i Fontana Dam, men kun inden for bygrænsen og åbningstiden i byens eneste butik og restaurant.

## I populærkulturen
Dæmningsscenerne i filmen Flygtningen (The Fugitive) med Harrison Ford og Tommy Lee Jones var optaget ved Cheoah Dam.

## Eksterne referencer
- Officiel hjemmeside for Graham County
- Welcome to Graham County

35°21′N 83°50′V / 35.35°N 83.83°V